# Nemesborzova
Nemesborzova is een plaats (község) en gemeente in het Hongaarse comitaat Szabolcs-Szatmár-Bereg. Nemesborzova telt 103 inwoners (2001).